# Paraleptoneta bellesi
Paraleptoneta bellesi is een spinnensoort in de taxonomische indeling van de Leptonetidae.
Het dier behoort tot het geslacht Paraleptoneta. De wetenschappelijke naam van de soort werd voor het eerst geldig gepubliceerd in 1982 door Ribera & Lopez.